# Дмитриев, Фёдор Михайлович (инженер)
Фёдор Михайлович Дмитриев (1829—1882) — русский инженер-текстильщик, инженер-механик, профессор Императорского Московского технического училища, директор Раменской бумагопрядильной и ткацкой фабрики Промышленного и Торгового товарищества «П. Малютина сыновья». 

## Биография
Родился 3 (15) июня 1829 года в Москве в небогатой купеческой семье. Учился в московском городском Никитском училище. В 1850 году с золотой медалью окончил Санкт-Петербургский технологический институт, где обратил внимание на хлопчатобумажное производство, которое стало делом всей его жизни. Некоторое время не мог трудоустроиться, пока благодаря помощи знакомых поступил на Раменскую мануфактуру П. С. Малютина — ночным смотрителем за работой машин и рабочих. В 1856 году Малютин поручил ему управление своей фабрикой, которая под его руководством получила славу одного из лучших текстильных предприятий России. 
Образцовая школа для детей рабочих, больница, жилища для рабочих — вот лишь небольшой перечень заслуг Ф. М. Дмитриева перед фабрикой. Фабрика была Дмитриевым значительно расширена, выросло число механических ткацких станков и установленных верётен. 
В 1869 году он был избран исполняющим должность профессора кафедры механической обработки волокнистых веществ в Московском техническом училище; в 1876 году, после защиты диссертации «Бумагопрядильное производство» он был утверждён профессором училища. Его студенты проходили практику на Раменской мануфактуре.
Ф. М. Дмитриевым впервые в русской литературе было дано описание машин первичной обработки хлопка различных конструкций; он описал свойства хлопковых волокон, особенно выделив отечественные сорта. Им был произведён расчёт давления на скалку при наматывании холста в холстовом аппарате трепальной машины; проведён сравнительный анализ работы шляпочных и валичных чесальных машин. В своей книге «Об устройстве жилых помещений для рабочих на фабриках и заводах» (М., 1876) он указал, что жилищные условия для рабочих являются одной из важнейших предпосылок увеличения производительности труда. 
Ф. М. Дмитриев был почётным членом Политехнического общества (с 1877 года) и его вице-президентом (с 1881 года).
Скоропостижно скончался 30 сентября (12 октября) 1882 года в имении Малютина (село Быки в Курской губернии).